# Zavřená zadní zaokrouhlená samohláska
|                                                                                           | Přední                                                                                        | Téměř přední                                                                                  | Střední                                                                                       | Téměř zadní                                                                                   | Zadní                                                                                         |
| Zavřená                                                                                   | \| i • y ɨ • ʉ ɯ • u ɪ • ʏ • ʊ e • ø ɘ • ɵ ɤ • o ə ɤ̞ • o̞ ɛ • œ ɜ • ɞ ʌ • ɔ æ ɐ a • ɶ ɑ • ɒ \| | \| i • y ɨ • ʉ ɯ • u ɪ • ʏ • ʊ e • ø ɘ • ɵ ɤ • o ə ɤ̞ • o̞ ɛ • œ ɜ • ɞ ʌ • ɔ æ ɐ a • ɶ ɑ • ɒ \| | \| i • y ɨ • ʉ ɯ • u ɪ • ʏ • ʊ e • ø ɘ • ɵ ɤ • o ə ɤ̞ • o̞ ɛ • œ ɜ • ɞ ʌ • ɔ æ ɐ a • ɶ ɑ • ɒ \| | \| i • y ɨ • ʉ ɯ • u ɪ • ʏ • ʊ e • ø ɘ • ɵ ɤ • o ə ɤ̞ • o̞ ɛ • œ ɜ • ɞ ʌ • ɔ æ ɐ a • ɶ ɑ • ɒ \| | \| i • y ɨ • ʉ ɯ • u ɪ • ʏ • ʊ e • ø ɘ • ɵ ɤ • o ə ɤ̞ • o̞ ɛ • œ ɜ • ɞ ʌ • ɔ æ ɐ a • ɶ ɑ • ɒ \| |
| Téměř zavřená                                                                             | \| i • y ɨ • ʉ ɯ • u ɪ • ʏ • ʊ e • ø ɘ • ɵ ɤ • o ə ɤ̞ • o̞ ɛ • œ ɜ • ɞ ʌ • ɔ æ ɐ a • ɶ ɑ • ɒ \| | \| i • y ɨ • ʉ ɯ • u ɪ • ʏ • ʊ e • ø ɘ • ɵ ɤ • o ə ɤ̞ • o̞ ɛ • œ ɜ • ɞ ʌ • ɔ æ ɐ a • ɶ ɑ • ɒ \| | \| i • y ɨ • ʉ ɯ • u ɪ • ʏ • ʊ e • ø ɘ • ɵ ɤ • o ə ɤ̞ • o̞ ɛ • œ ɜ • ɞ ʌ • ɔ æ ɐ a • ɶ ɑ • ɒ \| | \| i • y ɨ • ʉ ɯ • u ɪ • ʏ • ʊ e • ø ɘ • ɵ ɤ • o ə ɤ̞ • o̞ ɛ • œ ɜ • ɞ ʌ • ɔ æ ɐ a • ɶ ɑ • ɒ \| | \| i • y ɨ • ʉ ɯ • u ɪ • ʏ • ʊ e • ø ɘ • ɵ ɤ • o ə ɤ̞ • o̞ ɛ • œ ɜ • ɞ ʌ • ɔ æ ɐ a • ɶ ɑ • ɒ \| |
| Polozavřená                                                                               | \| i • y ɨ • ʉ ɯ • u ɪ • ʏ • ʊ e • ø ɘ • ɵ ɤ • o ə ɤ̞ • o̞ ɛ • œ ɜ • ɞ ʌ • ɔ æ ɐ a • ɶ ɑ • ɒ \| | \| i • y ɨ • ʉ ɯ • u ɪ • ʏ • ʊ e • ø ɘ • ɵ ɤ • o ə ɤ̞ • o̞ ɛ • œ ɜ • ɞ ʌ • ɔ æ ɐ a • ɶ ɑ • ɒ \| | \| i • y ɨ • ʉ ɯ • u ɪ • ʏ • ʊ e • ø ɘ • ɵ ɤ • o ə ɤ̞ • o̞ ɛ • œ ɜ • ɞ ʌ • ɔ æ ɐ a • ɶ ɑ • ɒ \| | \| i • y ɨ • ʉ ɯ • u ɪ • ʏ • ʊ e • ø ɘ • ɵ ɤ • o ə ɤ̞ • o̞ ɛ • œ ɜ • ɞ ʌ • ɔ æ ɐ a • ɶ ɑ • ɒ \| | \| i • y ɨ • ʉ ɯ • u ɪ • ʏ • ʊ e • ø ɘ • ɵ ɤ • o ə ɤ̞ • o̞ ɛ • œ ɜ • ɞ ʌ • ɔ æ ɐ a • ɶ ɑ • ɒ \| |
| Středová                                                                                  | \| i • y ɨ • ʉ ɯ • u ɪ • ʏ • ʊ e • ø ɘ • ɵ ɤ • o ə ɤ̞ • o̞ ɛ • œ ɜ • ɞ ʌ • ɔ æ ɐ a • ɶ ɑ • ɒ \| | \| i • y ɨ • ʉ ɯ • u ɪ • ʏ • ʊ e • ø ɘ • ɵ ɤ • o ə ɤ̞ • o̞ ɛ • œ ɜ • ɞ ʌ • ɔ æ ɐ a • ɶ ɑ • ɒ \| | \| i • y ɨ • ʉ ɯ • u ɪ • ʏ • ʊ e • ø ɘ • ɵ ɤ • o ə ɤ̞ • o̞ ɛ • œ ɜ • ɞ ʌ • ɔ æ ɐ a • ɶ ɑ • ɒ \| | \| i • y ɨ • ʉ ɯ • u ɪ • ʏ • ʊ e • ø ɘ • ɵ ɤ • o ə ɤ̞ • o̞ ɛ • œ ɜ • ɞ ʌ • ɔ æ ɐ a • ɶ ɑ • ɒ \| | \| i • y ɨ • ʉ ɯ • u ɪ • ʏ • ʊ e • ø ɘ • ɵ ɤ • o ə ɤ̞ • o̞ ɛ • œ ɜ • ɞ ʌ • ɔ æ ɐ a • ɶ ɑ • ɒ \| |
| Polootevřená                                                                              | \| i • y ɨ • ʉ ɯ • u ɪ • ʏ • ʊ e • ø ɘ • ɵ ɤ • o ə ɤ̞ • o̞ ɛ • œ ɜ • ɞ ʌ • ɔ æ ɐ a • ɶ ɑ • ɒ \| | \| i • y ɨ • ʉ ɯ • u ɪ • ʏ • ʊ e • ø ɘ • ɵ ɤ • o ə ɤ̞ • o̞ ɛ • œ ɜ • ɞ ʌ • ɔ æ ɐ a • ɶ ɑ • ɒ \| | \| i • y ɨ • ʉ ɯ • u ɪ • ʏ • ʊ e • ø ɘ • ɵ ɤ • o ə ɤ̞ • o̞ ɛ • œ ɜ • ɞ ʌ • ɔ æ ɐ a • ɶ ɑ • ɒ \| | \| i • y ɨ • ʉ ɯ • u ɪ • ʏ • ʊ e • ø ɘ • ɵ ɤ • o ə ɤ̞ • o̞ ɛ • œ ɜ • ɞ ʌ • ɔ æ ɐ a • ɶ ɑ • ɒ \| | \| i • y ɨ • ʉ ɯ • u ɪ • ʏ • ʊ e • ø ɘ • ɵ ɤ • o ə ɤ̞ • o̞ ɛ • œ ɜ • ɞ ʌ • ɔ æ ɐ a • ɶ ɑ • ɒ \| |
| Téměř otevřená                                                                            | \| i • y ɨ • ʉ ɯ • u ɪ • ʏ • ʊ e • ø ɘ • ɵ ɤ • o ə ɤ̞ • o̞ ɛ • œ ɜ • ɞ ʌ • ɔ æ ɐ a • ɶ ɑ • ɒ \| | \| i • y ɨ • ʉ ɯ • u ɪ • ʏ • ʊ e • ø ɘ • ɵ ɤ • o ə ɤ̞ • o̞ ɛ • œ ɜ • ɞ ʌ • ɔ æ ɐ a • ɶ ɑ • ɒ \| | \| i • y ɨ • ʉ ɯ • u ɪ • ʏ • ʊ e • ø ɘ • ɵ ɤ • o ə ɤ̞ • o̞ ɛ • œ ɜ • ɞ ʌ • ɔ æ ɐ a • ɶ ɑ • ɒ \| | \| i • y ɨ • ʉ ɯ • u ɪ • ʏ • ʊ e • ø ɘ • ɵ ɤ • o ə ɤ̞ • o̞ ɛ • œ ɜ • ɞ ʌ • ɔ æ ɐ a • ɶ ɑ • ɒ \| | \| i • y ɨ • ʉ ɯ • u ɪ • ʏ • ʊ e • ø ɘ • ɵ ɤ • o ə ɤ̞ • o̞ ɛ • œ ɜ • ɞ ʌ • ɔ æ ɐ a • ɶ ɑ • ɒ \| |
| Otevřená                                                                                  | \| i • y ɨ • ʉ ɯ • u ɪ • ʏ • ʊ e • ø ɘ • ɵ ɤ • o ə ɤ̞ • o̞ ɛ • œ ɜ • ɞ ʌ • ɔ æ ɐ a • ɶ ɑ • ɒ \| | \| i • y ɨ • ʉ ɯ • u ɪ • ʏ • ʊ e • ø ɘ • ɵ ɤ • o ə ɤ̞ • o̞ ɛ • œ ɜ • ɞ ʌ • ɔ æ ɐ a • ɶ ɑ • ɒ \| | \| i • y ɨ • ʉ ɯ • u ɪ • ʏ • ʊ e • ø ɘ • ɵ ɤ • o ə ɤ̞ • o̞ ɛ • œ ɜ • ɞ ʌ • ɔ æ ɐ a • ɶ ɑ • ɒ \| | \| i • y ɨ • ʉ ɯ • u ɪ • ʏ • ʊ e • ø ɘ • ɵ ɤ • o ə ɤ̞ • o̞ ɛ • œ ɜ • ɞ ʌ • ɔ æ ɐ a • ɶ ɑ • ɒ \| | \| i • y ɨ • ʉ ɯ • u ɪ • ʏ • ʊ e • ø ɘ • ɵ ɤ • o ə ɤ̞ • o̞ ɛ • œ ɜ • ɞ ʌ • ɔ æ ɐ a • ɶ ɑ • ɒ \| |
| Tam, kde se symboly objevují ve dvojicích, znak vpravo označuje zaokrouhlenou samohlásku. |                                                                                               |                                                                                               |                                                                                               |                                                                                               |                                                                                               |
| i • y ɨ • ʉ ɯ • u ɪ • ʏ • ʊ e • ø ɘ • ɵ ɤ • o ə ɤ̞ • o̞ ɛ • œ ɜ • ɞ ʌ • ɔ æ ɐ a • ɶ ɑ • ɒ   |                                                                                               |                                                                                               |                                                                                               |                                                                                               |                                                                                               |

Tato hláska má dvě blízké verze, které se někdy nesnadno odlišují:
- zavřená zadní zaokrouhlená samohláska
- téměř zavřená polozadní zaokrouhlená samohláska

## Zavřená zadní zaokrouhlená samohláska
Zavřená zadní zaokrouhlená samohláska je zvuk, který se vyskytuje v různých jazycích. V mezinárodní fonetické abecedě se označuje symbolem u, číselné označení IPA je 308. Ekvivalentním symbolem v SAMPA je u (malé "u").
V češtině se tato hláska zaznamenává písmenem U, u.
V češtině se vyskytuje především v dlouhé verzi „u“. Délka samohlásky [uː] se vyznačuje čárkou nad písmenem Ú, ú nebo kroužkem Ů, ů (zvuk je totožný). Rozlišení /ú/ a /ů/ je v pravopisu dáno historicky. Přitom „kroužkované“ /ů/ se vyvinulo z původního dlouhého /ó/ a pozdějšího /uo/.

### Charakteristika
- Otevřenost: zavřená samohláska. Jazyk se nachází ve vysoké rovině, ústa jsou co nejméně otevřena tak, aby nevznikal šum.
- Zadní samohláska – jazyk se nachází v maximálně zadní poloze.
- Zaokrouhlenost: zaokrouhlená samohláska. Rty jsou při artikulaci zaokrouhleny.

## Téměř zavřená středozadní zaokrouhlená samohláska
Při krátké kvantitě samohlásek je tendence k jejich centralizované výslovnosti jako téměř zavřená polozadní zaokrouhlená samohláska (anglicky near-close near-back rounded vowel) což se v IPA označuje symbolem ʊ, číselné označení IPA je 321, ekvivalentním symbolem v SAMPA je U.
Uplatňuje se obecná tendence samohlásek z extrémních poloh „vokalického čtyřúhelníku“ při krátké výslovnosti se přesouvat blíž k centralizované výslovnosti (krátký čas na to, aby se mluvidla dostala do krajních poloh). V tomto případě je tedy samohláska více otevřená a jazyk se nachází více vpředu. Takto se vyslovuje vždy neslabičná verze v dvojhláskách au a ou.
Pokud se ale běžné krátké, ale slabičné, slabikotvorné „u“ vyslovuje pečlivě, zachovává zavřenou zadní charakteristiku 'u.

### Charakteristika
- Otevřenost: téměř zavřená samohláska. Jazyk se nachází ve vysoké rovině, ústa jsou lehce otevřená.
- Středozadní samohláska – jazyk se nachází mezi střední a zadní polohou.
- Zaokrouhlenost: zaokrouhlená samohláska. Rty jsou při artikulaci jen mírně zaokrouhleny (přivřeny a zúženy).

V češtině se tato hláska také zaznamenává písmenem U, u, vždy krátkým, bez diakritiky.
Neslabičné [ʊ̯] se vyskytuje v dvojhláskách /au, eu, ou / [aʊ̯, eʊ̯, oʊ̯], přičemž /ou/ se vyskytuje ve slovech domácích, zatímco /au, eu/ pouze v citoslovcích a slovech cizího původu.

## Česko-moravské odlišnosti
Na Moravě je tendence tuto hlásku vyslovovat více zavřeně, v Čechách, zejména v Praze, je naopak tendence k otevřenější výslovnosti.